# Лааз Тамара Карлівна
Тамара Карлівна Лааз (24 серпня 1923, місто П'ятигорськ або село Підгорне, тепер Андроповського муніципального округу Ставропольського краю, Російська Федерація — 7 жовтня 2007, місто Таллінн, Естонія) — радянська естонська діячка, вчителька, завідувач навчальної частини Таллінської середньої школи № 21. Депутат Верховної Ради СРСР 3-го скликання.

## Життєпис
Народилася в селі Підгірному (центрі поселення естонців на Ставропіллі). За іншими даними народилася в місті П'ятигорську в родині робітника-залізничника. Закінчила середню школу в місті Ленінграді.
У 1941 році поступила до Ленінградського державного університету. На початку німецько-радянської війни працювала на оборонних роботах біля Ленінграда, потім була евакуйована до Ставропольського краю, де працювала начальником сільського поштового відділення.
У 1944—1948 роках — студентка П'ятигорського державного педагогічного інституту Ставропольського краю. Здобула філологічну освіту, викладач французької мови.
З 1948 року працювала вчителькою російської мови, завідувачем навчальної частини Таллінської середньої школи № 21. Брала участь у програмах міжнародного обміну зі школами НДР та Чехословаччини.
Потім — на пенсії в місті Таллінні.
Померла 7 жовтня 2007 року в Таллінні. Похована на Лісовому цвинтарі Таллінна.